# Acabaria serrata
Acabaria serrata är en korallart som beskrevs av Ridley 1884. Acabaria serrata ingår i släktet Acabaria och familjen Melithaeidae. Inga underarter finns listade i Catalogue of Life.